# Django Reinhardt
Jean "Django" Reinhardt, född 23 januari 1910 i Liberchies nära Pont-à-Celles, Hainaut, Belgien, död 16 maj 1953 i Fontainebleau, Seine-et-Marne, Frankrike, var en belgisk-fransk självlärd jazzgitarrist av romsk (sinti) härkomst. I Nationalencyklopedin beskrivs han som "en av jazzens mest virtuosa och stilbildande gitarrister".

## Uppväxt
Django Reinhardt tillbringade huvuddelen av sin barndom bland romer i Paris utkanter. Där spelade han gitarr och violin från tidig ålder, ibland också professionellt. När Reinhardt var 18 år drabbades hans hem av en brand och hans ringfinger och lillfinger på den vänstra handen brändes så svårt att de växte samman. En kirurg lyckades sära på fingrarna men de var i fortsättningen av liten nytta när det gällde att spela gitarr. Helt inställd på att fortsätta sitt gitarrspel ordnade han en helt egen strängsättning.

## Franska Hotkvintetten

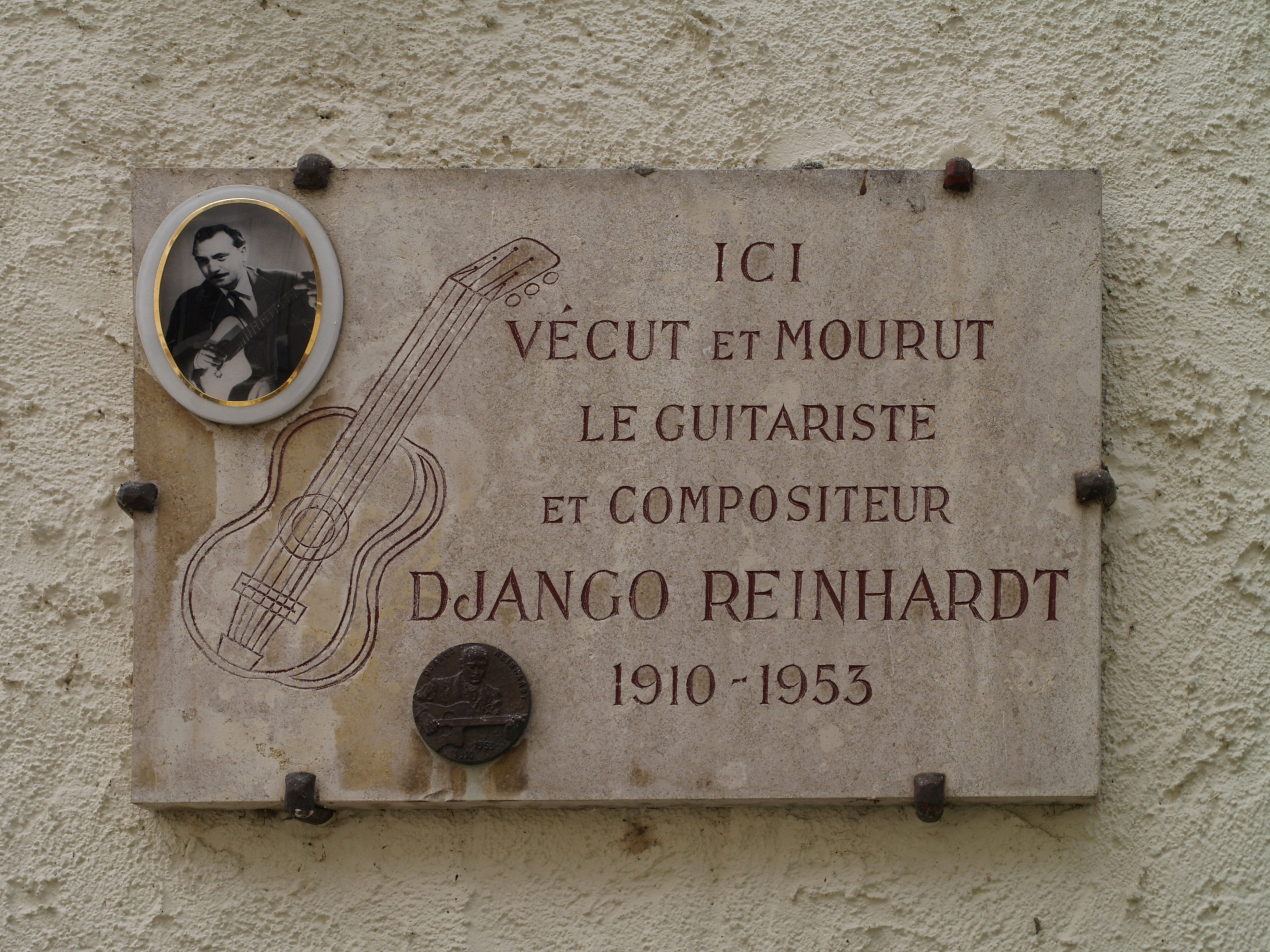
Minnesplakett i Samois sur Seine.

1934 bildade Reinhardt den berömda Franska Hotkvintetten där bland andra Stéphane Grappelli spelade fiol. Orkestern spelade under de närmaste åren in ett stort antal grammofonskivor och Reinhardt spelade med flera kända amerikanska jazzmusiker som Coleman Hawkins och Benny Carter. Ackompanjerad av Duke Ellingtons orkester gjorde han ett påfallande "modernt" solo i "Honeysuckle Rose", återgivet på Youtube.
Reinhardt är högt aktad av romska grupper. och hans gitarrstil kallas bland annat "Jazz Manouche", "Jazz Gitan" (gitan = romsk) eller ibland "Hot Club music".
När andra världskriget bröt ut var kvintetten på turné i Storbritannien och Reinhardt återvände omedelbart till Paris, medan Grappelli stannade kvar. I Paris omorganiserade Reinhardt orkestern med en klarinettist i stället för Grappellis fiol. Reinhardt lyckades överleva andra världskriget, till skillnad från många andra romer och återförenades efter fredsslutet med Stephane Grapelli i London. Orkestern turnerade i flera länder, i USA framträdde man bland annat i Carnegie Hall.
1951 drog sig Reinhardt tillbaka från spelandet och bosatte sig i Samois sur Seine nära Fontainebleau. Han avled två år senare av en hjärnblödning.

## Diskografi
- 1945 Paris 1945
- 1947 Ellingtonia – with the Rex Stewart Band – Dial 215
- 1949 Djangology
- 1951 Django Reinhardt and the Hot Club Quintet
- 1951 At Club St. Germain
- 1953 Django Reinhardt et Ses Rythmes
- 1954 The Great Artistry of Django Reinhardt
- 1955 Django's Guitar
- 1959 Django Reinhardt and His Rhythm
- 1980 Routes to Django Reinhardt
- 1991 Django Reinhardt - Pêche à la Mouche: The Great Blue Star Sessions 1947/1953
- 1996 Imagine
- 1997 Django Reinhardt: Nuages with Coleman Hawkins
- 1998 The Complete Django Reinhardt HMV Sessions
- 2000 The Classic Early Recordings in Chronological Order (5 CD boxed set)
- 2001 All Star Sessions
- 2001 Jazz in Paris: Swing 39
- 2002 Djangology (remastered) (recorded in 1948, discovered, remastered and released by Bluebird Records)
- 2003 Jazz in Paris: Nuages
- 2003 Jazz in Paris: Nuits de Saint-Germain des-Prés
- 2004 Le Génie Vagabond
- 2005 Djangology (Bluebird)
- 2008 Django on the Radio (radio broadcasts, 1945–1953)
- Det har också släppts åtminstone åtta samlingsalbum.